# Alexandru Lungu
Alexandru "Sandu" Lungu, (* 3. září 1974 Oradea, Rumunsko) je profesionální zápasník MMA a bývalý reprezentant Rumunska v judu.

## Sportovní kariéra (judo)
Lungu byl od juniorských let silově nadprůměrně vybavený zápasník. Jeho slabinou však byla technika dána maximálně strhy. Za svoji karieru získal skalpy velkých jmen. V olympijském roce 1996 i Davida Dujeho. Na olympijských hrách v Atlantě měl v předkole za soupeře jednoho z favoritů Gruzína Chachaleišviliho. Ten byl však před zápasem diskvalifikován. V dalším zápase nastoupil proti Číňanu Liou a pro změnu byl diskvalifikován on za čtyři šida. V opravách nestačil na Rusa Kosorotova. V roce 2000 byl na olympijské hry v Sydney nominován Gabriel Munteanu.
Sportovní karieru ukončil v roce 2002. Od roku 2005 zápasí v profesionálním ringu.

## Výsledky
| Turnaj                               | 1993 | 1994 | 1995 | 1996 | 1997 | 1998 | 1999 | 2000 | 2001 | 2002 |
| ------------------------------------ | ---- | ---- | ---- | ---- | ---- | ---- | ---- | ---- | ---- | ---- |
| Olympijské hry                       | –    | –    | –    | úč.  | –    | –    | –    | dns  | –    | -    |
| Mistrovství světa + bez rozdílu vah  | dns  | –    | úč.  | –    | dns  | –    | dns  | –    | úč.  | -    |
| Mistrovství světa + bez rozdílu vah  | dns  | –    | dns  | –    | dns  | –    | dns  | –    | 7.   | -    |
| Mistrovství Evropy + bez rozdílu vah | dns  | dns  | úč.  | úč.  | dns  | 7.   | úč.  | dns  | dns  | dns  |
| Mistrovství Evropy + bez rozdílu vah | úč.  | dns  | dns  | dns  | dns  | dns  | 3.   | dns  | dns  | 7.   |
| MS juniorů                           | –    | 1.   | –    | –    | –    | –    | –    | –    | –    | -    |
| ME juniorů                           | úč.  | 1.   | –    | –    | –    | –    | –    | –    | –    | –    |